# 寺本緒麻里
寺本 緒麻里（てらもと おまり、1991年3月25日 - ）は、福島テレビの社員。元アナウンサー。

## 来歴・人物
東京都港区出身。
アナウンサーになる以前は銀行員だった。
2015年4月、福島テレビにアナウンサーとして入社（同期に名切万里菜、松永安奈、富永琴美）。
福島中央テレビ（FCT）アナウンサーの野尻英恵と親交があり、その縁もあってか、2017年2月16日放送の「500mの小さな旅」では、野尻の案内でFCT本社を巡ることとなり、裏番組「ゴジてれ Chu !」のスタジオにも潜入し、番組のカメラテストも体験した（ただし、実際の放送には出演していない）。
2017年3月、第33回FNSアナウンス大賞新人部門・奨励賞を受賞。
2017年12月4日の『FTV みんなのニュース』の中で結婚したことを発表。
2019年4月より産休に入るとブログで発表。2020年10月19日、復帰。
2023年4月、広報を担当する部署へ異動。

## 過去の出演番組
- FTV みんなのニュース - 2015年度はレポーター。2016年4月4日以降は、月曜・火曜・水曜の情報キャスター（メインMC）[9]。
- FNS27時間テレビ めちゃ²ピンチってるッ! 1億2500万人の本気になれなきゃテレビじゃないじゃ〜ん!!（2015年7月26日放送） - FNSちびっ子ホンキーダンス選手権。福島テレビ代表レポーター[10]。
- FNS各局対抗!格付けニッポン!最強グルメNO.1決定戦!（2016年3月31日放送） - 福島テレビ代表[11]。
- テレポートプラス （2018年4月2日 - 2019年3月15日） - 木・金曜[12]　情報キャスター（メインMC）
- 定時ニュース（不定期）